# 凱王安也子
凱王 安也子（がいおう あやこ）は、日本のイラストレーター。

## 主な作品

### 表紙・挿絵
- シャール・ラザラール 封印されし魔神 (流星香著、角川ビーンズ文庫)
- シャール・ラザラール 砂漠の幽霊船(流星香著、角川ビーンズ文庫)
- シャール・ラザラール 不思議の楽園(流 星香著、角川ビーンズ文庫)
- 緑翠のロクサーヌ 王を愛した風の乙女(藍田真央著、角川ビーンズ文庫)
- 黄金のアイオーニア 青き瞳の姫将軍(藍田真央著、角川ビーンズ文庫)
- ザ・ラスティ・ワールド　龍の王女 (喜多みどり著、角川ビーンズ文庫)
- ザ・イノセント・キングダム　龍の玉座 (喜多みどり著、角川ビーンズ文庫)
- ガイユの書シリーズ (響野夏菜著、コバルト文庫)
- アーレイティカの剣闘士と女神姫　運命のディザスター・ロマンス (相羽鈴著、コバルト文庫)
- エフィ姫と婚約者ー五十枚目の運命ー(甲斐透著、ウィングス文庫)
- 大地（デメテル）のささやき（七穂美也子著、コバルト文庫）
- 恋する春の女神（フローラ）（七穂美也子著、コバルト文庫）
- まどろみの木霊（エコー）（七穂美也子著、コバルト文庫）
- 太陽（アポロン）の誘惑（七穂美也子著、コバルト文庫）
- 葡萄樹（ディオニュソス）の嘆き（七穂美也子著、コバルト文庫）
- 歌う果実の女神（ポーモーナ）（七穂美也子著、コバルト文庫）
- 見つめる東風（エウロス）（七穂美也子著、コバルト文庫）
- 13月王のソドム(斎王ことり著、講談社X文庫ホワイトハート）
- 13月王のソドム 魔王子の金の鳥籠(斎王ことり著、講談社X文庫ホワイトハート）
- 13月王のソドム 飛竜の紋章(斎王ことり著、講談社X文庫ホワイトハート）
- マル特捜査!? 少年手帳(斎王ことり著、講談社X文庫ホワイトハート）
- 唇から媚薬 マル特捜査!? 少年手帳(2)(斎王ことり著、講談社X文庫ホワイトハート）
- 殺意は甘い香り マル特捜査!? 少年手帳(3)(斎王ことり著、講談社X文庫ホワイトハート）

### 雑誌
- 百合姉妹 vol.3（ピンナップイラスト、マガジン・マガジン）